# جوزف گریفیث
جوزف گریفیث (انگلیسی: Joseph Griffiths؛ زادهٔ) بازیکن فوتبال اهل بریتانیا است.
از باشگاه‌هایی که در آن بازی کرده‌است می‌توان به باشگاه فوتبال گیلینگام اشاره کرد.